# Fletcher Christian
Fletcher Christian (Brigham, Reino Unido, 25 de septiembre de 1764-Pitcairn, 3 de octubre de 1793) fue un miembro de la tripulación del HMS Bounty durante su viaje a Tahití, y el líder de un grupo de amotinados.

## Biografía

### Primeros años
Christian nació el 25 de septiembre de 1764, en el domicilio familiar en Moorland Close, cerca de Cockermouth, en el Condado de Cumberland, Inglaterra. Fue el segundo de seis hijos. Su padre, Charles, murió cuando él no llegaba a los cuatro años. Su madre Ann estaba muy endeudada, lo que llevó a la familia al exilio en la Isla de Man, donde los acreedores ingleses no tenían ningún poder. A los dieciocho años se unió al HMS Eurídice en un viaje de 21 meses a la India. El diario indica que el comportamiento a bordo fue más que satisfactorio, ya que luego de unos meses fuera de Inglaterra fue ascendido al rango de compañero de maestría, lo que hoy es el equivalente a alférez.

### Motín de la Bounty
En 1789, lideró el motín contra el capitán del HMS Bounty, William Bligh. Se fue a Tahití con once amotinados. Evitando ser detenido por la Marina Real Británica, se fue con los rebeldes, seis hombres, once mujeres de Tahití y un bebé, a las islas Pitcairn, pero no tardaron en producirse los primeros conflictos entre ingleses y tahitianos. Los primeros se repartieron entre ellos la escasa tierra de la isla y las mujeres que habían secuestrado, dejando de lado a los tahitianos. Los ingleses trataban a los hombres como a esclavos y se intercambiaban las mujeres.
En septiembre de 1793, los hombres tahitianos se rebelaron y mataron a cinco de los ingleses, incluyendo a su líder, Christian; unos meses más tarde, los cuatro supervivientes y algunas de las mujeres se cobraron su venganza y mataron a todos los hombres tahitianos. Según otras fuentes, Christian logró llegar a Inglaterra. La mayor parte de la población actual de Pitcairn es descendiente directo de estos particulares colonos.

### En el cine
Fletcher Christian fue interpretado por varios actores en varias películas que se hicieron sobre el motín del Bounty:
- La primera fue un film mudo australiano de 1916, con Wilton Power en el papel de Fletcher Christian.
- La segunda película sobre el tema fue el film australiano, In the Wake of the Bounty (1933), con Errol Flynn como Fletcher Christian, que no tuvo mayor trascendencia.
- La tercera fue Mutiny on the Bounty (1935), ganadora del Óscar de ese año como mejor película, con Charles Laughton como el capitán Bligh y Clark Gable como Fletcher Christian.
- La cuarta, adaptación de Mutiny on the Bounty, fue realizada en 1962, con Trevor Howard en el papel de Bligh y Marlon Brando como Fletcher Christian.
- Hubo un quinto film, The Bounty (1984), con Anthony Hopkins como William Bligh y Mel Gibson como Fletcher Christian. Esta versión es la que se considera más ajustada a la realidad histórica.[3]